# Bardunovia baicalensis
Bardunovia baicalensis är en bladmossart som beskrevs av Mikhail Stanislavovich Ignatov och Ryszard Ochyra 1995. Bardunovia baicalensis ingår i släktet Bardunovia och familjen Plagiotheciaceae. Inga underarter finns listade i Catalogue of Life.